# Медвежка (Омутинський район)
Медве́жка (рос. Медвежка) — присілок у складі Омутинського району Тюменської області, Росія.
Населення — 28 осіб (2010, 31 у 2002).
Національний склад станом на 2002 рік:
- росіяни — 90 %